# Lamia Solh
Lamia Solh (in arabo لمياء الصلح‎?; Beirut, 4 agosto 1937) è stata la moglie di Abdellah del Marocco dal 1961 al 1983.

## Biografia

### Gioventù

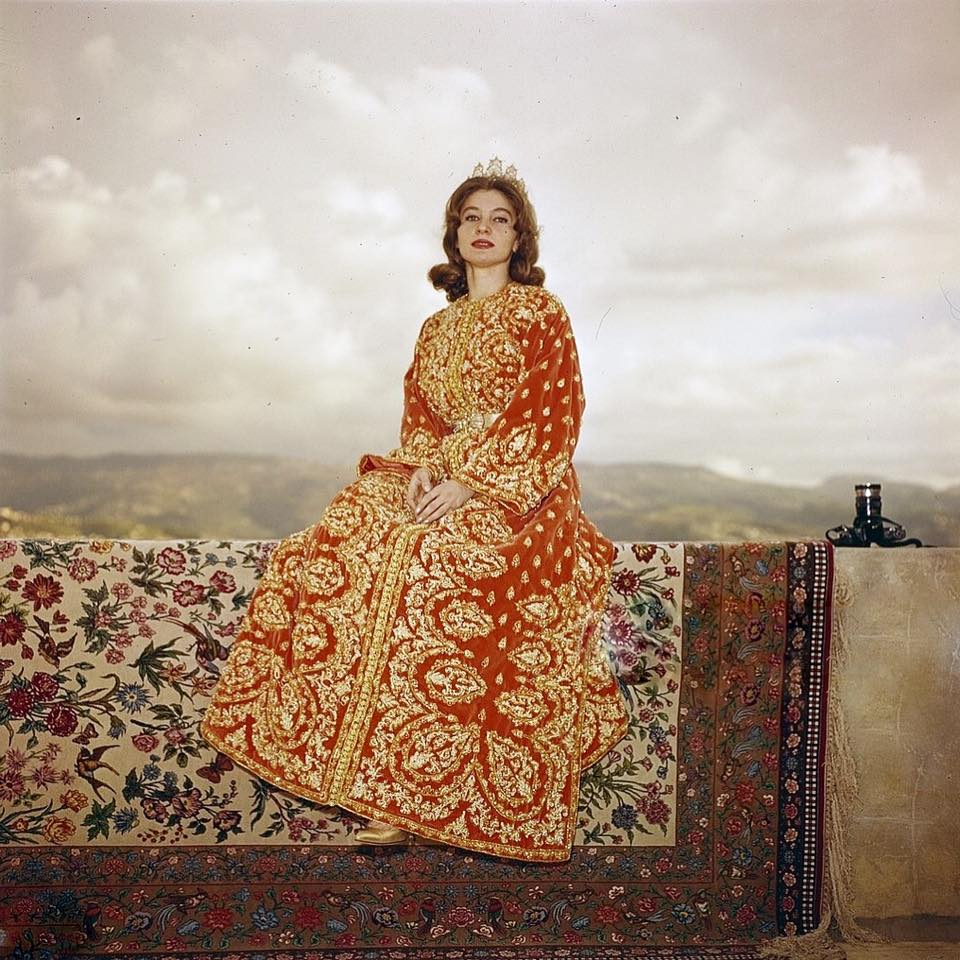
La principessa Lamia nel 1961

Nacque il 4 agosto 1937 a Beirut, una dei sei figli di Riyad al-Sulh e di Fayza al-Jabiri. All'età di 14 anni rimase orfana del padre, vittima di un assassinio.
Studiò all'Università di Parigi, dove si laureò in lettere nel 1959.

### Matrimonio
Conobbe Abdellah del Marocco nel 1957, durante una festa nella capitale francese. Nel 1959, durante un viaggio formale del principe in Libano, Muhammad V chiese a sua madre il consenso per le nozze e si fidanzarono a Beirut il 5 novembre dello stesso anno.
Nel 1961 Lamia giunse in Marocco e sposò Abdellah il 9 novembre al palazzo reale di Rabat, durante una doppia cerimonia nuziale con Latifa Amahzoune, la sposa di suo cognato, re Hassan II.
Durante il colpo di Stato del 1971 fu quasi vittima dei militari ribelli, che la risparmiarono poiché era in gravidanza. Dalla vedovanza continua a risiedere a Rabat.

### Attività
Nel 1967 sostenne la creazione dell'Organizzazione Alawide per la Promozione dei Ciechi in Marocco, di cui è presidente.
Il 1⁰ dicembre 2023, in prossimità della Giornata internazionale delle persone con disabilità, ricevette dall'Associazione Bouabate Fès il trofeo Fèz Gate, ritirato a suo nome dalla figlia Zineb, come forma di riconoscimento del suo impegno per l'integrazione dei non vedenti e degli ipovedenti nella società.

## Discendenza
Lamia Solh e Abdellah del Marocco ebbero due figli e una figlia:
- Principe Hicham (1964), ha sposato Malika Benabdelali nel 1995:
  - Sharifa Lalla Faizah (26 giugno 1996);
  - Sharifa Lalla Haajar (27 settembre 1999).
- Principessa Zineb (1971), ha sposato Muhammad Benslimane:
  - Sharifa Lalla Abla;
  - Una seconda figlia.
- Principe Ismail (1981), il 25 settembre del 2009 ha sposato Anissa Lehmkuhl, figlia di genitori tedeschi convertiti all'islam:
  - Sharif Mulay Abdallah (Rabat, 2010);
  - Sharifa Lalla Aisha (Rabat, 2011);
  - Sharifa Lalla Hala (Rabat, 2013);
  - Sharifa Lalla Anissa (Rabat, 2018).

## Titoli e trattamento
- 9 novembre 1961 - attuale: Sua Altezza, la principessa Lalla Lamia del Marocco